# Sergentul Highway
Sergentul Highway (în engleză Heartbreak Ridge)  este un film american de război din 1986 produs și regizat de Clint Eastwood. În rolurile principale au interpretat Eastwood, Marsha Mason, Everett McGill și Mario Van Peebles. Filmul a fost lansat în Statele Unite la 5 decembrie 1986.
Povestea se concentrează pe un sergent american care se apropie de pensionare, care formează un pluton de pușcași indisciplinați și îi conduce în timpul invaziei americane în Grenada din 1983.
Titlul original în engleză provine de la Bătălia de la Heartbreak Ridge din Războiul din Coreea, în care personajul lui Eastwood a câștigat Medalia de Onoare ca tânăr soldat în armata SUA, înainte de a avea o carieră în Marină.

## Prezentare
În 1983, sergentul de artilerie Thomas Highway se apropie de vârsta de pensionare obligatorie din United States Marine Corps. El cere un transfer înapoi la vechea sa unitate a Marinei, Batalionul 2 de recunoaștere, Divizia a doua a Marinei. În călătoria sa cu autobuzul către noua sa bază, îl întâlnește pe „Stitch” Jones, un muzician rock aspirant care împrumută bani de la Highway pentru a mânca la un popas și apoi îi fură biletul de autobuz, lăsându-l pe jos.
Când Highway ajunge în sfârșit la bază, află alte vești proaste. Noul său comandant, maiorul Malcolm Powers, îl consideră pe Highway un anacronism și îl desemnează să formeze Plutonul de recunoaștere care este repartizat batalionului de asalt al maiorului. Plutonul de recunoaștere este format din pușcași marini cărora li s-a permis să facă ce vor de către fostul lor sergent de pluton, care doar aștepta să treacă timpul până la pensionare. Printre pușcași, Highway dă peste caporalul Jones. Highway preia rapid conducerea și îi pune pe bărbați să urmeze un program riguros de antrenament. Ei fac o ultimă încercare de a-l intimida cu „Swede” Johanson, un om solid tocmai eliberat de la arest, dar planul lor eșuează după ce Highway îl învinge cu ușurință pe Swede. Ei încep să formeze și să dezvolte esprit de corps.
Highway are adesea conflicte cu Powers și cu sergentul de stat major Webster, sergentul Plutonului 1 din cauza metodelor sale de antrenament neortodoxe (cum ar fi tragerea cu un AK-47 pe deasupra oamenilor săi pentru a-i familiariza cu sunetul distinctiv al armei). Powers arată clar că el consideră plutonul lui Highway doar ca pe un instrument de antrenament pentru un presupus pluton 1 de elită. Maiorul Powers merge până acolo încât aranjează lucrurile astfel încât Plutonul de recunoaștere să piardă în fiecare exercițiu de teren în fața Plutonului 1. Cu toate acestea, Highway este susținut de vechiul său tovarăș de arme, sergentul-major Choozhoo și de ofițerul său superior direct, locotenentul Ring cu studii universitare, dar fără experiență. După ce oamenii lui Highway află că i s-a acordat Medalia de Onoare în Războiul din Coreea, le câștigă respectul și strâng rândurile împotriva inamicului lor comun, Powers.
Fosta soție a lui Highway, Aggie, care este barmaniță într-o berărie locală, se întâlnește cu proprietarul barului, Roy. Highway încearcă să-și adapteze modul de gândire pentru a o recâștiga pe Aggie, apelând chiar la citirea revistelor pentru femei pentru a încerca să obțină informații despre cum gândesc acestea. Inițial, Aggie este supărată după căsnicia lor eșuată, dar se împacă până la urmă cu Highway. Apoi, a 22-a Unitate Expediționară a Marinei este trimisă în misiune odată cu invazia Grenadei.
După o scurtă informare de ultimă oră pe nava amfibie de asalt USS Iwo Jima (LPH-2), plutonul lui Highway se urcă într-un elicopter UH-1 Huey și ajunge pe plajă înainte de restul echipei Batalionului lui Powers. În timp ce înaintează spre interior, ajung sub focul puternic al inamicului. Highway improviză, ordonându-i lui Jones să folosească un buldozer pentru acoperire, astfel încât să poată avansa și să distrugă un cuib inamic de mitraliere. Ulterior, ei salvează studenții americani prizonieri dintr-o școală de medicină. Sărbătorirea salvării acestora este de scurtă durată, deoarece Choozhoo primește știrea despre o poziție cheie a inamicului, apărată de cubanezi, care va trebui cucerită pentru a preveni alte incidente. Powers, nedorind să fie depășit de Highway, ordonă plutonului de recunoaștere să avanseze pe poziții, dar să nu încerce să intre în luptă sau să ocupe poziția până la sosirea Plutonului 1.
Lt. Ring și Highway avansează pe poziție, dar ajung sub foc puternic de artilerie. Plutonul se adăpostește într-o clădire abandonată, iar cubanezii trag asupra pușcașilor căzuți în capcană. Caporalul Profile este ucis și radioul lui distrus, întrerupând comunicarea directă. Ring vine cu ideea de a folosi un telefon pentru a efectua un apel la distanță lungă la Camp Lejeune pentru a cere asistență aeriană și îl trimite pe Jones să repare linia telefonică. Ring împrumută un card de credit de la Jones pentru a finaliza apelul către Lejeune, dar linia este întreruptă de focul inamic după ce a trimis coordonatele pentru un atac aerian. Nesigur dacă apelul a fost finalizat, Highway merge să pună un marker pentru ca suportul aerian să localizeze poziția, dar se trage asupra lui și rămâne inconștient. Plutonul presupune că Highway este mort și iese din clădire pentru a lupta cu cubanezi, dar apoi sosește suportul aerian și alungă inamicul. Ring și Highway, care și-a revenit, decid apoi să ignore ordinul lui Powers, să avanseze, să preia poziția și să prindă și să rețină soldații cubanezi.
Maiorul Powers și Webster ajung la fața locului, iar Powers urlă la Ring și Highway și-l amenință pe Highway cu curtea marțială. Dar comandantul regimentului din care aparține batalionul lui Powers, colonelul Meyers (un veteran care a luptat în același batalion cu Highway în războiul din Vietnam), ajunge la fața locului cu elicopterul și după ce a ascultat rapoartele lui Powers și Highway, îl laudă pe Highway și îl mustră pe maior și îi spune că este transferat înapoi la fosta sa unitate de sprijin pentru că a descurajat spiritul agresiv de luptă al pușcașilor marini de recunoaștere.
Când Highway și oamenii lui se întorc în SUA, au parte de o primire călduroasă. Spre consternarea simulată a lui Highway, Stitch Jones îl informează că se va reînrola și va face o carieră în Marine Corps, în timp ce Highway îi dezvăluie lui Jones că se va pensiona obligatoriu. Aggie este prezentă ca să-i ureze bun venit înapoi.

## Distribuție
- Clint Eastwood - Gunnery Sergeant Tom Highway
- Marsha Mason - Aggie Highway
- Everett McGill - Major Malcolm A. Powers
- Moses Gunn - Staff Sergeant Luke Webster
- Eileen Heckart - Mary Jackson
- Mark Mattingly - Franco "One Ball" Peterson
- Bo Svenson - Roy Jennings
- Boyd Gaines - Lieutenant M.R. Ring
- Mario Van Peebles - Corporal "Stitch" Jones
- Arlen Dean Snyder - Sergeant Major J. Choozhoo
- Vincent Irizarry - Lance Corporal Fragetti
- Ramón Franco - Lance Corporal Aponte (ca Ramon Franco)
- Tom Villard - Corporal Profile
- Mike Gomez - Corporal Quinones
- Rodney Hill - Corporal Collins
- Peter Koch - Private "Swede" Johanson
- Richard Venture - Colonel Meyers
- Peter Jason - Major Devin
- John Hostetter - Officer Reese
- Nicholas Worth - Jail Binger
- J. C. Quinn - Quartermaster Sergeant